# ريك جينينغز
ريك جينينغز (بالإنجليزية: Rick Jennings)‏ هو لاعب كرة قدم أمريكية وسياسي أمريكي، ولد في 17 أبريل 1953 في هيوستن في الولايات المتحدة.